# Leszek Kopeć (pieśniarz)
Leszek Kopeć (ur. 2 października 1960 we Wrocławiu) – polski autor i wykonawca piosenek, dziennikarz radiowy, laureat wielu przeglądów i festiwali piosenki turystycznej i studenckiej, m.in. YAPA ’90 (Grand Prix), Ogólnopolska Turystyczna Giełda Piosenki Studenckiej w Szklarskiej Porębie, Bazuna, Ogólnopolski Festiwal Piosenki Harcerskiej Turystycznej i Poezji Śpiewanej "Szałamaja" w Kwidzynie. Współpracownik Radia Wrocław i Polskiego Radia Opole.

## Życiorys
Od 1989 prowadzi w Radiu Wrocław nocną audycję „Muzyczna cyganeria”, poświęconą głównie piosence autorskiej, piosence poetyckiej oraz piosence turystycznej. Regularnie pojawiają się w niej „Morskie opowieści”, poświęcone piosence morskiej (szanty, pieśni kubryku i współczesna muzyka marynistyczna). W każdą niedzielę prowadzi także nocną audycję „Bliżej siebie” w której prezentuje polską muzykę rozrywkową sprzed lat i współczesną. „Muzyczna cyganeria” według słów autora to wędrówka i poszukiwanie, oraz sztuka słuchania innych i samego siebie. Jest także redaktorem naczelnym i twórcą internetowego Radia Szafir, które po kilku latach zmieniło nazwę na Radio Muzyczna Cyganeria.
Na jego pierwszej kasecie, zatytułowanej Dla ciebie znajdują się piosenki zarejestrowane podczas festiwalu Yapa w 1991.
Duży wybór piosenek Leszka Kopcia znajduje się także na jego płycie CD pt. Turystycznie z 2007.